# Valoare (matematică)
În matematică o valoare poate fi orice obiect matematic. În matematica elementară acesta este cel mai adesea un număr, de exemplu un număr real, cum ar fi π, sau un număr întreg, cum ar fi 42. Un exemplu de valoare care nu este una numerică este valoarea de adevăr a unei propoziții logice.
Valoarea numerică este un element asociat unei mărimi fizice, alături de unitatea de măsură. Mărimea se scrie ca produs (formal) valoare numerică - unitate de măsură. Valorile numerice diferite ale unei mărimi indică gradul de manifestare sau existență al proprietății exprimate prin mărimea fizică, altfel spus o proprietate ordonabilă.

## Definiții
Termenul de „valoare” se poate referi la mai multe noțiuni strâns legate.
- Valoarea unei variabile sau a unei constante este orice număr sau alt obiect matematic care îi este asociat. Pentru mărimile fizice (variabile sau constante) valoarea este numerică, numărul de unități de măsură care exprimă mărimea.
- Valoarea unei expresii matematice este rezultatul obținut în urma efectuării operațiilor descrise de această expresie, variabilelor și constantelor din ea cărora le sunt atribuite valori (inclusiv valori de adevăr pentru propozițiile simple din expresiile booleene).
- Valoarea unei funcții, având în vedere valoarea (respectiv valorile) atribuite argumentului (respectiv argumentelor) ei, este mărimea asociată funcției pentru această valorare a argumentului (respectiv aceste valori ale argumentelor).[2][3]

## Exemplu
De exemplu, dacă funcția f este definită prin {\displaystyle f(x)=2x^{2}-3x+1,} atunci, atribuind valoarea 3 argumentului x după efectuarea operațiilor se obține valoarea funcției 10, deoarece {\displaystyle f(3)=2\cdot 3^{2}-3\cdot 3+1=10.}

## Terminologia în limba engleză, respectiv în limba română
În limba engleză, dacă variabila, expresia sau funcția ia doar valori reale, se folosește expresia „real-valued” (în română cu valori reale). La fel, pentru o variabilă, o expresie sau o funcție are ia valori complexe se folosește expresia „complex-valued” (în română cu valori complexe). Însă în limba română cuvântul „valoare” este de obicei omis, expresiile curente fiind „variabilă reală”, „funcții reale de variabilă reală”, respectiv „variabilă complexă”, „funcții complexe de variabilă reală”, „funcții complexe de variabilă complexă”.